# Geschützter Landschaftsbestandteil Bruchwald in den Espen

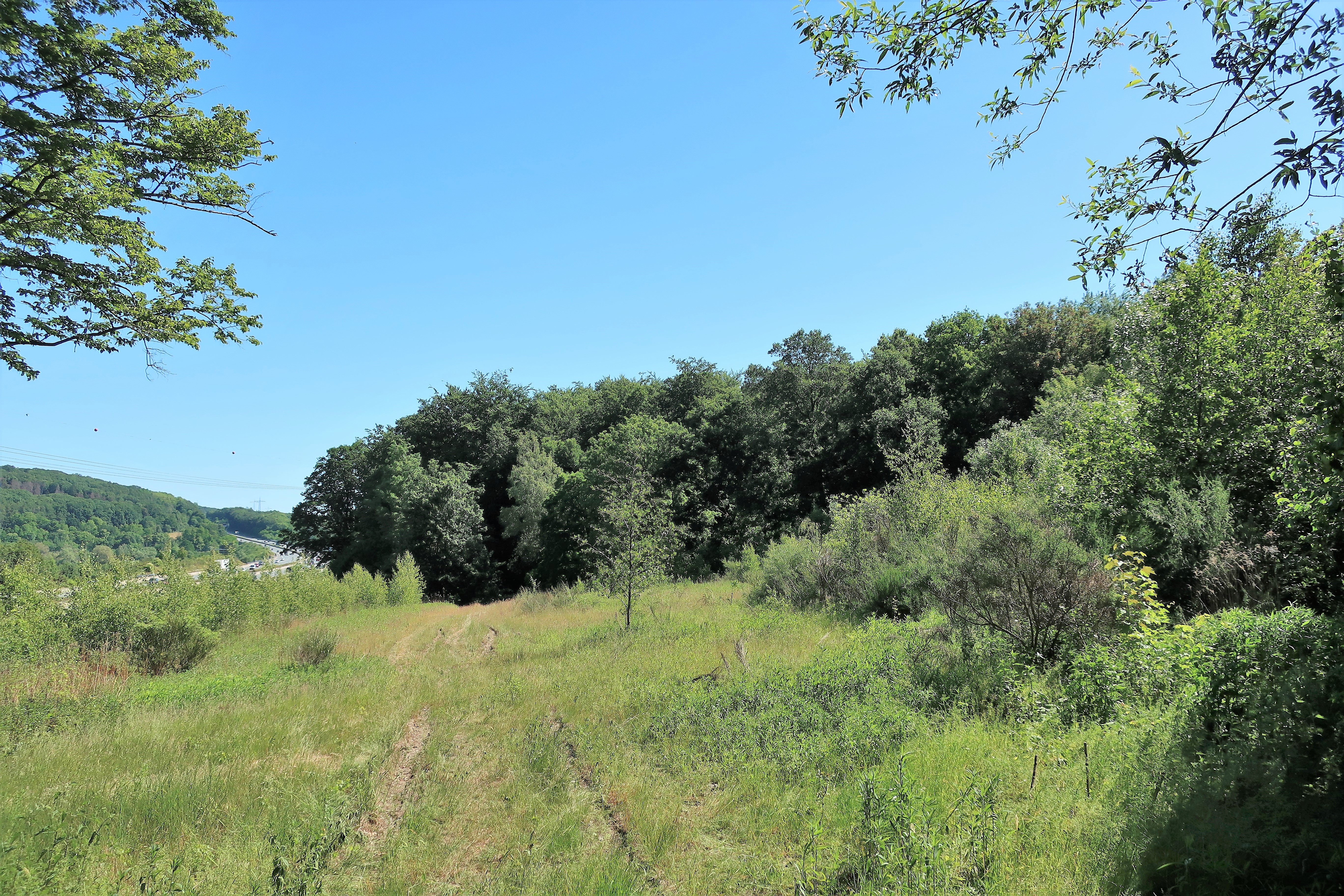
Geschützter Landschaftsbestandteil Bruchwald in den Espen

Der Geschützte Landschaftsbestandteil Bruchwald in den Espen mit einer Flächengröße von 2,4 ha befindet sich auf dem Gebiet der kreisfreien Stadt Hagen in Nordrhein-Westfalen. Der LB wurde 1994 mit dem Landschaftsplan der Stadt Hagen vom Stadtrat von Hagen ausgewiesen. Der Landschaftsbestandteil liegt zwischen der A 45, Ruhrtalstraße und Campingplatz.

## Beschreibung
Beim LB handelt es sich um einen quelligen Bach-Erlen-Eschenwald, eine von Pappeln überstandenen Brennnessel-Giersch-Flur und einen Wald aus Eichen und Hainbuchen an einem Berghang.

## Schutzzweck
Laut Landschaftsplan erfolgte die Ausweisung „zum Erhalt und Entwicklung naturnaher, bodenständiger Waldbestände als Lebensraum insbesondere für die bedrohten Pflanzen- und Tierarten der Feuchtwälder und Quellbereiche sowie der charakteristischen Lebensgemeinschaften trockenerer Laubmischwälder und zur Gliederung und Belebung des Landschaftsbildes durch Erhalt von naturnahen Landschaftselementen.“

## Verbote und Gebote im Landschaftsbestandteil
Für den Geschützten Landschaftsbestandteil Rosengarten nördlich Eppenhauser Straße wurden spezielle Verbote und Gebote erlassen. Zusätzlich zu den Verboten für alle Geschützten Landschaftsbestandteile in Hagen ist in diesem Landschaftsbestandteil die forstwirtschaftliche Nutzung mit Ausnahme der Einzelstammentnahme verboten. Es wurde der Abtrieb der Pappelbestände und Aufbau eines Erlenbestandes, die Anlage einer Immissionsschutzpflanzung entlang der Ruhrtalstraße und Anhebung des Grundwasserstandes im Landschaftsbestandteil als Gebot festgeschrieben.